# Finale de la Coupe du monde de rugby à XV 1987
La finale de la Coupe du monde de rugby à XV 1987 est un match de rugby à XV disputé le 20 juin 1987 à l'Eden Park d'Auckland, en Nouvelle-Zélande, au terme de la première édition de la Coupe du monde de rugby, organisée depuis le 22 mai 1987 par l'Australie et la Nouvelle-Zélande. Elle voit la victoire de l'équipe de Nouvelle-Zélande sur l'équipe de France par un score de 29 à 9.

## Feuille de match
La finale de la première Coupe du monde de rugby est un match à sens unique, arbitré par l'Australien du Queensland Kerry Fitzgerald. Le site officiel des All Blacks décrit un temps agréable avec averses occasionnelles et un terrain légèrement glissant et donne une affluence de seulement 46 000 spectateurs.
Les Bleus, après leur étincelante victoire sur les Wallabies australiens une semaine plus tôt, sont nettement plus ternes le jour décisif de la première Coupe du monde. Les Blacks du capitaine David Kirk font étalage de leur classe. En première mi-temps, ne sachant à quoi s'en tenir avec leurs imprévisibles adversaires, les Néo-Zélandais de Kirk déploient un jeu au pied d'occupation et de conquête. C'est l'ouvreur Grant Fox qui détend ses coéquipiers d'un drop goal au premier quart d'heure de jeu. En effet, trois minutes plus tard, le flanker Michael Jones marque le premier des trois essais kiwis. La mi-temps est donc atteinte sur le score de 9 points à rien en faveur des locaux.
En seconde période, les Français se rebellent quelque peu et l'ailier Didier Camberabero débloque le compteur de son équipe en passant un but de pénalité quatre minutes après le retour sur le terrain. Mais les Neo-Zélandais sont de plus en plus sûrs de leur jeu et marquent deux essais pour mener 29 points à trois à quelques minutes du terme de la partie.
C'est le demi de mêlée Pierre Berbizier qui sauve l'honneur de la France en marquant un essai qui est transformé par Didier Camberabero.
Le 20 juin 1987 à l'Eden Park d'Auckland (île du Nord) :  29 - 9  (mt : 9-0)

### Composition des équipes
| New Zealand | France |

| Nouvelle-Zélande Titulaires 15 John Gallagher 14 John Kirwan 13 Joe Stanley 12 Warwick Taylor 11 Craig Green 10 Grant Fox 9 David Kirk 8 Buck Shelford 7 Michael Jones 6 Alan Whetton 5 Gary Whetton 4 Murray Pierce 3 John Drake 2 Sean Fitzpatrick 1 Steve McDowall Entraîneur Brian Lochore |  | France Titulaires Serge Blanco 15 Didier Camberabero 14 Denis Charvet 13 Philippe Sella 12 Patrice Lagisquet 11 Franck Mesnel 10 Pierre Berbizier 9 Laurent Rodriguez 8 Dominique Erbani 7 Éric Champ 6 Jean Condom 5 Alain Lorieux 4 Jean-Pierre Garuet 3 Daniel Dubroca 2 Pascal Ondarts 1 Entraîneur Jacques Fouroux |

### Points marqués

#### Nouvelle-Zélande
- 3 essais : Michael Jones (17e) (3e ligne droit), David Kirk (demi de mêlée, capitaine), John Kirwan (ailier droit);
- 1 transformation : Grant Fox (ouvreur);
- 4 buts de pénalité : G. Fox;
- 1 drop : G. Fox (14e).

#### France
- 1 essai : Pierre Berbizier (demi de mêlée);
- 1 transformation : Didier Camberabero (ailier droit);
- 1 but de pénalité : D. Camberabero (44e), ouverture de la marque pour les Bleus.